# Sungai Tanduk
Sungai Tanduk is een bestuurslaag in het regentschap Kerinci van de provincie Jambi, Indonesië. Sungai Tanduk telt 3801 inwoners (volkstelling 2010).